# 마즈 (기업)
마즈(영어: Mars, Incorporated)는 미국의 식품업체이다. 과자류 생산으로 유명한 세계 굴지 규모의 제과회사이다.

## 개요
M&M's·몰티져스·스키틀즈·트윅스·스니커즈 등의 유명 제품들이 있다. 제과 외에 음료수와 애완동물 사료도 생산한다. 현재도 마즈 가문이 운영하는 가족 회사이며 주식은 시장에 상장되지 않고 있다. 현재의 회장은 프랭크 마스의 손자인 존 마스며, 본사는 버지니아주에 있다.

## 역사
1911년 워싱턴주 터코마에서 프랭크 C. 마스가 사탕을 제조·판매한 것이 기원이 된다. 프랭크 마스는 1920년 고향 미네소타주에서 정식으로 회사를 설립하였다. 그는 1923년 초콜릿, 사탕, 캐러멜을 혼합하여 길쭉한 바 형태의 제품을 내놓았는데, 이것이 큰 인기를 모았다. 이 여세를 모아 회사는 유럽에도 진출했고, 프랭크 마스의 아들 포레스트 마스는 회사 규모를 더욱 키워 마즈는 세계적인 제과업체로 성장하였다.
회사는 2008년 유명 껌 제조업체인 리글리를 인수하여 세계 최대의 제과업체로 부상하였다. 그 후 영국의 유명 제과업체 캐드버리 인수전에 나섰으나, 캐드버리 인수에 실패하면서 캐드버리를 인수한 크래프트 푸즈에 세계 최대 제과업체 자리를 내주었다. 대한민국에는 1992년 기존 법인을 세한유통이 한국마스타푸즈라는 이름의 법인을 설립을 하였으며, 2008년 한국마스타푸즈가 한국마즈로 변경이 되었으며 각종 제품을 수입·판매하고 있다.